# Rio Stolla
Il Rio Stolla (Stollabach in tedesco) nasce a Prato Piazza in Alto Adige. Scorre nella valle di Stolla e nella valle di Braies Vecchia e confluisce da destra dopo circa 11,5 chilometri, ad un'altitudine di 1185 m s.l.m. a valle di Ferrara, frazione di Braies, nel Rio Braies.